# Guettarda artensis
Guettarda artensis är en måreväxtart som beskrevs av André Guillaumin. Guettarda artensis ingår i släktet Guettarda och familjen måreväxter.
Artens utbredningsområde är Nya Kaledonien. Inga underarter finns listade i Catalogue of Life.